# Viola abyssinica
Viola abyssinica Steud. ex Oliv. – gatunek roślin z rodziny fiołkowatych (Violaceae). Występuje naturalnie w Afryce Subsaharyjskiej – w Nigerii, na Wyspach Świętego Tomasza i Książęcej, w Kamerunie, Sudanie, Etiopii, Kenii, Ugandzie, Rwandzie, Burundi, Tanzanii, na Madagaskarze, w Mozambiku, Malawi, Zambia, Zimbabwe oraz Południowej Afryce. 

## Morfologia
PokrójBylina tworząca kłącza.
LiścieBlaszka liściowa ma sercowaty kształt. Mierzy 1–2 cm długości oraz 1–2 cm szerokości, jest karbowana na brzegu, ma sercowatą nasadę i ostry wierzchołek. Przylistki są równowąskie. Ogonek liściowy jest nagi i ma 20 mm długości.
KwiatyPojedyncze, wyrastające z kątów pędów. Mają działki kielicha o owalnym kształcie i dorastające do 5 mm długości. Płatki są odwrotnie jajowate, mają białą barwę oraz 5–10 mm długości, płatek przedni jest owalny, z niebieskimi żyłkami, wyposażony w obłą ostrogę, mierzy 3-6 mm długości.
OwoceTorebki mierzące 5 mm długości, o jajowatym kształcie.

## Biologia i ekologia
Rośnie na łąkach i brzegach cieków wodnych. 